# 包茎手術商法
包茎手術商法（ほうけいしゅじゅつしょうほう）とは、男性の陰茎の悩みに関する形成外科手術、特に包茎手術のうち、医業経営による利益を第一とし、本来不必要な手術を行ったり、金銭を過剰に請求するような姿勢を捉えた俗称の一種。

## 概要
日本においては、通常の包茎を「真性包茎」と呼び、通常時には亀頭を包皮が覆っているが勃起時には亀頭が露出し、通常の性交が可能であるものが「仮性包茎」と呼ばれる場合があるが、このいわゆる「仮性包茎」状態が至って正常なものであり、Schoberlein (1966)の調査ではおおよそ通常時には割礼されていない成人の50%において包皮が亀頭を完全に覆っており、42%は包皮が部分的に覆っており残りの8%において亀頭が完全に露出しているに過ぎないとする(ドイツでの調査)。言わば、通常時に亀頭が露出している・いないを基準とすれば、男性の約92%が(真性)包茎または仮性包茎に罹患していることとなる。また、欧米では17歳までに包茎は1%未満になるとの報告もなされている。医学的にはこういった、亀頭包皮と亀頭の癒着、または包皮輪の狭窄のために勃起時においてもこれが露出しない場合において、包茎と呼ばれる一種の症状として扱われる。よって「仮性包茎」はこの要件を満たさず、治療には健康保険は適用されず、自費診療となる。
いわゆる包茎手術商法と呼ばれるものとして、本項では主に新聞・雑誌などで取り上げられている、自由診療の美容整形を専門とする美容整形外科業界のうちに見出される、
患者の満足よりも病院の利益を優先する業態について説明する。なお後述するように包茎手術をおこなう医院やクリニックの全てが利益優先だったり悪徳商法だというわけではないが、その一部には国民生活センターなど公的機関が消費者に注意を発する事態にまでなっているケースも見出される。
これら美容整形外科では、マスコミやウェブサイトで、著名なタレントを起用した華々しい広告で信頼を与えて、「土日・祝祭日も診療（年中無休）」や「完全予約制」など時間的に自由が利くことや「契約ローンあり」（分割払いなど）といったような支払いの不安を和らげたり、あるいは「相談無料」などの羞恥心を和らげる宣伝コピーを謳うことによって男性患者が来院しやすいようにしている。また、これら業態の特徴として「包茎であることは不潔で恥ずかしいことだ」「包茎は一人前の男ではない」「包茎は女性に嫌われる」と位置付けて、真性包茎と本来手術の必要性の無い正常な陰茎を「仮性包茎」（後述）と呼び、コンプレックスを煽る宣伝活動が挙げられる。医療法69条、70条の中で病院の広告のガイドラインは規定されているが、この種の美容整形外科の広告は、関連して販売されるビデオ・CDなどの広告という形式（→バイブル商法）で新聞・雑誌に掲載されている。
日本での包茎手術の広告の歴史は1883年の読売新聞の広告で浅草の医院が包茎を治療するとの広告を出稿している。包茎に「かわかむり」とルビを振り、仮性包茎に相当する症状も対象としている。
20世紀に入り、1915年には包茎治療器の広告が同じく読売新聞に多数出稿されるようになっていた。1926年朝日新聞1月8日夕刊4面や同年2月27日5面にても他医院の広告が出稿され、「包皮整形」の文言が入り、包茎手術を暗示し、美容整形としての医療ビジネスが生まれている。
出版界も包茎商法に走り、雑誌「健康日本」では1934年に3回も包茎の害や一人療法についての特集記事を組み、各号の宣伝広告を新聞に掲載している。
戦後に入り、美容整形ブームが起こり、1958年に成形材料を注入して亀頭を大きくする独自の亀頭整形法を開発した医師の野方重任の亀頭整形は大いに話題を呼び、10年間で7000人余りの手術を手がけたと言われている。軍医であった野方は戦後しばらくは内科医をしていたが、機を見るに敏な実業家の兄の勧めで1950年代始めの頃に美容整形外科医に転身したものである。
当時の美容整形に用いる成形材料の製造や使用に明確な医療の規制もなかったことから失敗例も多く、この事態を憂いた東京大学医学部教授の三木威勇治により整形外科の特別診療班として形成外科が1956年に創設されるようになった程である。
本格的な性器整形ブームが1960年代当初に到来したと東京経済大学准教授の渋谷知美は指摘している。これまでの包茎手術は排尿困難や性病予防を主とした広告からマッチョな男性を登場させてスタミナや若さを強調するセックス美容整形広告に変遷していることが1963年4月13日号の「週刊実話と秘録」の口絵に掲載されていることである。
1970年代に入ると1978年に医療法が改正され、これまで日陰の存在だった美容整形外科は「美容外科」を公に標榜できるようになった。包茎言説の主戦場は青年雑誌記事に移行し、渋谷の調査によると1985年に包茎の記事の掲載数は最多を迎える。医療機関よりの依頼のタイアップ記事が主流で、1985年以降、10年周期で掲載数のピークを迎えている一方、1990年代からは美容整形医の脱税が多数摘発されることになる。
2018年に厚生労働省は医療機関が広告料を負担して記事の掲載依頼を行い、患者等を誘因するのは広告に該当し、医療法による規制の対象となることが明言されたことでタイアップ記事が掲載できなくなったことで医療機関はネット上で過去雑誌記事の転載等の活動で展開を図っている。
その中には、保険治療の観点で生殖機能の面で必要のない（手術しなくても性交ができる）者に対して手術を勧めるために、不安を煽る情報を与える等の行為や、悪徳商法にみなされる一部の業態も国民生活センターや泌尿器科医師などから報告が挙がっている。

### 悪徳商法
こと悪徳商法の場合では、手術をしようとやってきた患者に対して不安を煽るような情報を与えたり、事前に示された金額以外に追加で様々なものが必要だと後から説明するなどの問題が出ている。このような悪徳商法では、事前に示された金額よりも遥かに多い金銭を要求されることから、国民生活センターにもトラブル報告が寄せられている。
またこういった手術では、手術後の痛みを和らげるとしてコラーゲンやヒアルロン酸を大量に注射するのを勧めたり、女性に性交の歓喜を誘うとの触れ込みで「真珠（シリコンボール）埋め込み」「長茎手術」など、元来不要な肉体改造を勧め、この施術の代金としてやはり高額な金額を請求された事例も聞かれる。これらの事例では、判断能力の弱い未成年者に対して保護者の承諾が無い形で手術を勧める場合、特に問題視されている。
これらでは高額のローンを組まされる事例も多く、熊本県消費生活センターの警告するところでは未成年者が広告に記載された料金の14倍・140万円にものぼる請求をされたという事例もみられる。また北海道消費者センターが2008年8月に公表したところでは15万円・カウンセリング無料の広告にアルバイトで貯めた金を持って相談に訪れたところ、診察のはずがその場で手術しながら次々にクリニックの言いなりに決められてしまい、ローン金利を含め210万円にまでなったケースもあるという。こういった100万円超というケースも特異な例ではなく、上に挙げた2004年の国民生活センター発表では相談事例（579件）の平均契約金額は101万円である。

### 本来の包茎手術との違い
亀頭や包皮内板部が細菌感染等の理由により炎症を繰り返す場合や、排尿・勃起・射精といった陰茎の諸機能が損なわれている場合など、重篤な症状を治療するための手術は健康保険制度の適用範疇で泌尿器科にて治療が行われる。しかし排尿といった日常的機能や、勃起・射精などの生殖にかかわる機能に支障が無いにもかかわらず包皮を切除する場合は一般の医療行為と異なり、自由診療（いわゆる「美容目的」としての美容外科の範疇）となり、健康保険が適用されず高額な手術費用が必要となる。
勃起にも疼痛をともなう真性包茎の場合、健康保険適用の範囲の手術で、2006年の泌尿器科での治療では自己負担額は1～3万円程度だが、美容外科における手術費用は、一般的な美容クリニックでも10～20万円程度だという。また後述する泌尿器科医の石川英二が指摘するところでは、全男性の1～2%とされる真性包茎の場合でも、アメリカ合衆国において9割程度がステロイド外用薬の塗布治療で、一定の成果が上がっている（→ステロイド）。

## 仮性包茎手術の問題
体質的にただれなどの皮膚障害の原因になっていたり、あるいは勃起障害につながっているなど、真に治療が必要な場合、マスコミで紹介されている美容外科外科以外でも美容形成的要素を考慮しなければ、健康保険が適用できる泌尿器科の診察と手術を受けることが可能である。
無暗に矯正することを問題視する医師もおり、陰茎の機能を損なう場合の治療や、割礼のような社会的理由によるものを除けば、劣等感のみを理由とする全ての包皮切除手術は、必ずしも必要性がないとする主張もみられる。その状態が個人の価値観において劣等感の元になっているのであれば、隆鼻や二重瞼の施術のように美容整形的措置でその要因を肉体改造など矯正することはしばしば行われ、その可否に関する議論の一種ともいえるが、場所が特殊であるために、固有の問題もみいだされる。
神戸市の泌尿器科医である石川英二は著書『切ってはいけません！ 日本人が知らない包茎の真実』において、日本人の8割以上が本来は「包茎（仮性・真性問わず）」であるとして、本来の包皮の機能を説明、コンプレックスの解消を目的とした包皮切除手術を問題視している。この中で包皮は、亀頭とは別の感覚体が多数存在し、性交における性感体の役割を果たしていることや、包皮は性交時に膣内を自由に動き、摩擦を軽減させる役割を果たすことが示されている。
こういった手術では勃起時の状態で外皮の弛み具合を調節するが、これは熟練を要する施術でもあるため、十分な弛み具合が確保されていないような手術の場合では、逆に勃起時に表皮が引っ張られ痛みが生じる場合もある。また手術方法如何では陰茎にはっきりとそれと判るような目立つ傷が残ることもあり、未熟な技術による手術では包茎を隠そうとしてより目立ってしまい劣等感の元になる可能性もある。また執刀医が泌尿器の分野において未熟である場合、審美的には一見、問題がなくとも血管や神経の保存/保全が不十分で勃起不全やいわゆる不感症となってしまうこともある。

## 包皮の扱いに関して
日本小児泌尿器科学会理事の中井秀郎は、通常新生児は全て真性包茎であるが、思春期になると勃起時には自然に皮がめくれるようになるとしている。乳幼児の段階で無理に剥いてしまうと怪我をする危険性がある上、これが治る過程で将来に渡って陰茎と包皮が癒着したり剥けにくくなる真性包茎になる可能性を指摘しており、幼児の段階では簡単に剥けないならそのまま包皮ごと洗って清潔に保つだけでも十分だとしている。
手術の適用範疇は上に述べたとおり、勃起時に皮が引き伸ばされ痛みが生じたり、或いは亀頭部分が感染症や包皮炎を起こしやすかったり常に清潔にせざるを得ない場合に限られる。なお性交の場合は、泌尿器科医一般の見解として、挿入の直前に入浴して局部をよく洗えば必要十分な清潔さは保てると考えられている。